# Carnetul ATA
Carnetul ATA, denumit adesea „pașaport pentru bunuri” sau „pașaport pentru mărfuri”, este un document vamal internațional care permite exportul temporar și importul de mărfuri neperisabile fără taxe și taxe vamale timp de până la un an. Se compune din formularele unificate de declarație vamală care sunt pregătite pentru utilizare la fiecare punct de trecere a frontierei. Este o garanție acceptată la nivel global pentru taxele vamale și taxele care pot înlocui depozitul de securitate cerut de fiecare autoritate vamală. Acesta poate fi utilizat în mai multe țări în multiple călătorii până la o valabilitate de un an. Acronimul ATA este o combinație de termeni francezi și englezi „admitere temporară/temporară admitere”. Carnetul ATA este acum documentul cel mai utilizat de comunitatea de afaceri pentru operațiunile internaționale care implică admiterea temporară a mărfurilor.
Carnetul ATA este administrat în comun de către Organizația Mondială a Vămilor (WCO) și Camera Internațională de Comerț (ICC), prin intermediul Federației Mondiale a Camerelor.

## Vezi și
- Carnet de Passages en Douane
- Transport rutier internațional de marfă
- Certificat de proveniență
- Facilitarea comerțului

## Legături externe
- ATA Carnet World Chambers Federation
- Carnet ATA - Camera de Comerț și Industrie a României
- The ATA System (ATA and Istanbul Conventions)
- https://www.atacarnet.com/ Carnet provider
- http://carnet.roanoketrade.com/ Arhivat în 10 noiembrie 2018, la Wayback Machine. Carnet provider